# Witflankzwaluw
De witflankzwaluw (Atticora tibialis synoniem: Neochelidon tibialis) is een zangvogel uit de familie Hirundinidae (zwaluwen). 

## Verspreiding en leefgebied
Deze soort komt voor van Panama tot Brazilië en telt drie ondersoorten:
- A. t. minima: van oostelijk Panama tot westelijk Ecuador.
- A. t. griseiventris: het westelijk Amazonebekken.
- A. t. tibialis: zuidoostelijk Brazilië.

## Status
De grootte van de populatie is in 2019 geschat op 0,5-5 miljoen volwassen vogels. Op de Rode lijst van de IUCN heeft deze soort de status niet bedreigd.